# Dean Drummond
Dean Drummond (* 22. Januar 1949 in Los Angeles; † 13. April 2013 in Princeton) war ein amerikanischer Komponist, Arrangeur, Trompeter und Orchesterleiter. Sein Werk umfasste mikrotonale und Elektronische Musik. Von 1990 bis zu seinem Tod war er der Kustos für das Instrumentarium von Harry Partch.

## Leben
Drummond besuchte die University of Southern California und das California Institute of the Arts, wo er von Don Ellis und John Clyman im Trompetenspiel unterwiesen wurde, und bei Arnold Schönbergs Assistent Leonard Stein Komposition studierte. Bereits als Student wurde er Mitglied von Partchs Ensemble und war an der Uraufführung von einiger seiner Werke wie „Daphne of the Dunes“, „And on the Seventh Day Petals Fell in Petaluma“ oder „Delusion of the Fury“ ebenso wie an den Plattenaufnahmen für Columbia Records beteiligt.
1976 zog Drummond nach New York, wo er im Folgejahr mit seiner zeitweiligen Frau, der Flötistin Stefani Starin, die Newband gründet, die sich mikrotonaler Musik auseinandersetzte. Die meisten Werke, die er komponierte, schrieb er für dieses Ensemble; mit ihm nahm er auch einen Teil dieser Werke auf. Dann begann er auch, das Instrumentarium von Partch wiederzubeleben, das er 1991 von San Diego nach New York holen konnte, und das ab 1999 in der Montclair State University aufbewahrt wurde, wo er eine außerordentliche Professur bekleidete. Weiterhin war er ab 2002 der Leiter des New York Consortium for New Music und an der Produktion des Sonic Boom Festival beteiligt. Mit dem zoomoozophone und den juststrokerods entwickelte er selbst Instrumente, die in den Klangkosmos von Partch passten.

## Werke
Solo- und Duowerke für Instrumentalisten
- Suite for Clarinet (1970)
- Organ Toccata (1971)
- Cloud Garden II (1974)
- Post Rigabop Mix (1977)
- Copégoro (1978)
- Columbus Fullmoon (1979/1985)
- Different Drums for Different Strokes (1988)
- Mars Face (1997) - violin and microtonally programmed synthesizer
- Four Miniatures (1997): Syncopation in Glass and Talking Bowls, Bow, Chords and Zoom and Three Dream Fragments
- Two Short Zoomoozophone Duos (1997)
- Two Short Solos for Cloud Chamber Bowls (1997)
- Precious Metals (1997)

Vocalkompositionen
- Bertrans de Born (1971)
- My Data's Gone (1997)
- It Must Be Time (1997)
- Congressional Record (1999)
- Café Buffé (2006) - Oper

Werke für mehrere Instrumentalisten
- Ni Kioku (1971) - flute, celeste, harp, violin, cello, two percussionists
- Dedication (1972) - oboe, harp, string quartet, double bass, three percussionists
- Fission (1972) - flute, oboe, clarinet, bassoon, horn, trumpet, trombone, harp, vibraphone, violin, viola, cello
- Ghost Tangents (1973/1975) - piano, three percussionists
- Cloud Garden I (1974/9) - flute, piano, four percussionists
- Zurrjir (1976) - flute, clarinet, piano/celeste, three percussionists
- Dirty Ferdie (Quartet Version) (1976) - four percussionists
- Little Columbus (1979) (Part 1 of Columbus) (1980) - two percussionists
- Columbus (1980) - flute, three percussionists
- Dirty Ferdie (Octet Version) (1981) - eight percussionists
- Mysteries (Octet Version) (1982/6) - flute, violin, cello, five percussionists
- Mysteries (Quintet Version) (1983) - five percussionists
- Mysteries (Septet Version) (1983) - flute, bass trombone, five percussionists
- Then or Never (1984) - flute, viola, double bass, three percussionists
- Ruby Half Moon (1987) - 2 trumpets, trombone, bass trombone, four percussionists
- Incredible Time (to live and die) (1988) - amplified flute, microtonally programmed synthesizer, three percussionists
- Dance of the Seven Veils (1992) - flute, cello, chromelodeon, microtonally programmed synthesizer, three percussionists
- The Day the Sun Stood Still (1994) - flute, trumpet, cello, microtonally programmed synthesizer, harmonic canons, four percussionists
- Before the Last Laugh (1995) - flute, cello, microtonally programmed synthesizer, three harmonic canons, two percussionists
- The Last Laugh (Der Letzte Mann) (1996) - live film score for the 1924 silent film by F.W. Murnau -  flutes, cello, trumpet, chromelodeon, microtonally programmed synthesizer, four harmonic canons, four percussionists
- For the Last Laugh (1998) - suite from the film score - flutes, cello, trumpet, chromelodeon, microtonally programmed synthesizer, four harmonic canons, four percussionists
- M.S. Genitron (2001) - ten percussionists
- Phil Harmonic (2002) - 2 flutes, 2 oboes, 2 clarinets, 2 bassoons, alto saxophone, 2 horns, 2 trumpets, 2 trombones, chromelodeon, zoomoozophone, timpani, percussion, strings

Filmmusik
- 1995 - Musical Outsiders: An American Legacy - Harry Partch, Lou Harrison, and Terry Riley. Regie: Michael Blackwood.

## Diskographische Hinweise
- Newband Play Microtonal Work (Mode, 1994)
- Newband: Dance of the Seven Veils (Music and Arts, 1996)
- Newband: Harry Partch, Dean Drummond (Innova, 2002)